# Грк Зорба (филм)
Грк Зорба је играни филм из 1964. године направљен по роману Живот Алексиса Зорбе Никоса Казанцакиса у заједничкој продукцији Уједињеног Краљевства и Републике Грчке.

## Радња
Дирљива прича о пријатељству између темпераментног и спонтаног Грка и једног атипичног и суздржаног Енглеза. Прича о сукобу и додиру различитих менталитета и култура.

## Улоге
| Глумац       | Улога          |
| ------------ | -------------- |
| Ентони Квин  | Алексис Зорба  |
| Алан Бејтс   | Базил          |
| Ирена Папас  | удовица        |
| Лила Кедрова | мадам Хортенза |

## Награде
Филм је добио 3 Оскара и једну БАФТУ:
- Оскар за најбољу споредну глумицу (1964) — Лила Кедрова
- Оскар за најбољи адаптирани сценарио (1964)
- Оскар за најбољу сценографију (1964)

Филм је номинован за још 7 Оскара укључујући и Оскар за најбољу режију (1964)
- Награда БАФТА за најбољег глумца у главној улози (1965)

## Занимљивости
Према неким тврдњама, грчки сиртаки је настао за потребе снимања овога филма. Композитор Микис Теодоракис је 1964. године радећи музику за овај филм створио сиртаки како би олакшао наступ Ентонију Квину који није био надарен за грчке плесове.